# 東京都立大田ろう学校
東京都立大田ろう学校（とうきょうとりつ おおたろうがっこう）は、2006年3月まで東京都大田区田園調布に存在した公立ろう学校。
2006年4月、東京都練馬区高松にある東京都立石神井ろう学校敷地内に移転し、両校とも2004年に発表された東京都特別支援教育推進計画による都立ろう学校の再編により2007年3月をもって閉校となった。

## 学部
- 高等部

## 所在地
- 2006年3月まで - 東京都大田区田園調布5丁目43-6
- 2006年4月から - 東京都練馬区高松6丁目17-1

## 沿革
- 1962年（昭和37年）4月1日 - 開校（全国初のろう学校高等部単独校）（普通科3年と専攻科2年）
- 2006年（平成18年）3月11日 - 閉舎式
- 2006年（平成18年）4月1日 - 練馬区に移転（校名変更なし）
- 2007年（平成19年）3月17日 - 閉校式
卒業生、教職員、他が参加し、校旗が東京都教育委員会に返納された。
- 2007年（平成19年）3月31日 - 閉校
最終学校長　鈴木茂樹
卒業生総数　普通科900名、専攻科510名
事務引継ぎは東京都立中央ろう学校が担当する。